# All the Stars
«All the Stars» — песня американского рэпера Кендрика Ламара и певицы SZA, вышедшая в качестве лид-сингла из альбома-саундтрека Black Panther: The Album к фильму Marvel Studios «Чёрная пантера». Авторами песни стали сами исполнители а также Sounwave и Al Shux; последние двое также спродюсировали сингл. Сингл был издан 4 января 2018 года. Кендрик Ламар также был назначен продюсером и одним из авторов музыки для фильма; кандидатуру Ламара лично выбрал режиссёр фильма Райан Куглер. На церемонии награждения «Оскар 2019» саундтрек получил награду в номинации «Лучший саундтрек».

## Информация о песне
Кендрик Ламар впервые намекнул на свою причастность к написанию музыки для фильма Чёрная пантера в видеоклипе к песне «LOVE», вышедшем 22 декабря 2017 года. Примерно на 1:54 в видеоклипе появляется кинохлопушка со словами «B.Panther Soundtrack Coming Soon». Официальное объявление состоялось 4 января 2018 года вместе с выходом песни «All the Stars». После релиза Кендрик Ламар поблагодарил режиссёра Райана Куглера и заявил, что для него было честью создавать музыку вместе с ним и Marvel.

## Награды и номинации
| Год  | Награда                                   | Категория                                             | Результат |
| ---- | ----------------------------------------- | ----------------------------------------------------- | --------- |
| 2018 | Teen Choice Awards                        | Choice R&B/Hip-Hop Song                               | Номинация |
| 2018 | MTV Video Music Awards                    | Best Visual Effects                                   | Победа    |
| 2018 | iHeartRadio MMVAs                         | Best Collaboration                                    | Номинация |
| 2018 | BreakTudo Awards                          | Best Collaboration                                    | Номинация |
| 2018 | UK Music Video Awards                     | Best Urban Video: International                       | Номинация |
| 2018 | Hollywood Music in Media Awards           | Лучшая оригинальная песня: Sci-Fi/Fantasy/Horror Film | Победа    |
| 2019 | Houston Film Critics Society              | Лучшая оригинальная песня                             | Номинация |
| 2019 | Golden Globe Awards                       | Лучшая оригинальная песня                             | Номинация |
| 2019 | Georgia Film Critics Association          | Лучшая оригинальная песня                             | Номинация |
| 2019 | Critics' Choice Awards                    | Лучшая песня                                          | Номинация |
| 2019 | African-American Film Critics Association | Лучшая песня                                          | Победа    |
| 2019 | Black Reel Awards                         | Выдающаяся оригинальная песня                         | Победа    |
| 2019 | Грэмми                                    | Запись года                                           | Номинация |
| 2019 | Грэмми                                    | Песня года                                            | Номинация |
| 2019 | Грэмми                                    | Лучшее рэп-/песенное исполнение                       | Номинация |
| 2019 | Грэмми                                    | Лучшая песня, написанная для визуальных медиа         | Номинация |
| 2019 | Оскар                                     | Лучшая оригинальная песня                             | Номинация |
| 2019 | Спутник                                   | Лучшая оригинальная песня                             | Номинация |
| 2019 | Guild of Music Supervisors Awards         | Best Song/Recording Created for a Film                | Номинация |
| 2019 | NAACP Image Award                         | Outstanding Duo, Group or Collaboration               | Победа    |
| 2019 | NAACP Image Award                         | Outstanding Music Video/Visual Album                  | Номинация |
| 2019 | PLAY - Portuguese Music Awards            | Best International Song                               | Победа    |

## Отзывы критиков
Рецензент журнала Rolling Stone высоко оценил песню, восхвалял песню, назвав рэп Ламара «увлекающим», а исполнение SZA «увлекательным» и «наполненным вокальными поворотами». Издание Pitchfork оставило негативный отзыв о песне, где она была названа «обычной» и «бледной» по сравнению с предыдущими недавними работами Ламара и SZA, также там было указано на то, что песня «переполнена всевозможными клише» и «лишена индивидуальности и индивидуальности и какого-либо истинного видения».

## Позиции в чартах
| Чарт (2018)                                | Наивысшая позиция |
| ------------------------------------------ | ----------------- |
| Австралия (ARIA)                           | 2                 |
| Австрия (Ö3 Austria Top 40)                | 25                |
| Бельгия/Фландрия (Ultratop 50)             | 21                |
| Бельгия/Валлония (Ultratip Bubbling Under) | 11                |
| Канада (Billboard Canadian Hot 100)        | 7                 |
| Канада (Billboard CHR/Top 40)              | 31                |
| Чехия (Singles Digitál Top 100)            | 14                |
| Дания (Tracklisten)                        | 12                |
| Франция (SNEP)                             | 21                |
| Германия (GfK)                             | 27                |
| Венгрия (Single Top 40)                    | 33                |
| Венгрия (Stream Top 40)                    | 6                 |
| Италия (FIMI)                              | 34                |
| Malaysia (RIM)                             | 1                 |
| Mexico Inglés (Billboard)                  | 1                 |
| Нидерланды (Dutch Top 40)                  | 29                |
| Нидерланды (Single Top 100)                | 20                |
| Новая Зеландия (Recorded Music NZ)         | 2                 |
| Норвегия (VG-lista)                        | 7                 |
| Португалия (AFP)                           | 2                 |
| Шотландия (OCC Scotland)                   | 18                |
| Singapore (RIAS)                           | 1                 |
| Словакия (Singles Digitál Top 100)         | 1                 |
| Spain (PROMUSICAE)                         | 59                |
| Швеция (Sverigetopplistan)                 | 9                 |
| Швейцария (Schweizer Hitparade)            | 18                |
| Великобритания (OCC UK Singles)            | 5                 |
| Великобритания (OCC UK Hip Hop/R&B)        | 2                 |
| США (Billboard Hot 100)                    | 7                 |
| США (Billboard Hot R&B/Hip-Hop Songs)      | 5                 |
| США (Billboard Pop Airplay)                | 17                |
| США (Billboard Rhythmic)                   | 3                 |

## Сертификации
| Регион | Сертификация  | Продажи   |
| --- | ------------- | --------- |
| Австралия (ARIA) | 5× Платиновый | 350 000   |
| Бельгия (BEA) | Золотой       | 10 000    |
| Бразилия (ABPD) | Платиновый    | 40 000    |
| Канада (Music Canada) | 5× Платиновый | 400 000   |
| Дания (IFPI Danmark) | Платиновый    | 90 000    |
| Франция (SNEP) | Золотой       | 100 000   |
| Германия (BVMI) | Золотой       | 200 000   |
| Италия (FIMI) | Платиновый    | 50 000    |
| Новая Зеландия (RMNZ) | 6× Платиновый | 180 000   |
| Польша (ZPAV) | Золотой       | 25 000    |
| Португалия (AFP) | 2× Платиновый | 20 000    |
| Швеция (GLF) | Платиновый    | 8 000 000 |
| Великобритания (BPI) | 2× Платиновый | 1 200 000 |
| США (RIAA) | 2× Платиновый | 2,000,000 |
| Данные о продажах + прослушиваниях приведены только на основе сертификации. · Данные только о прослушиваниях приведены на основе сертификации. |               |           |

## Хронология издания
| Страна | Дата          | Формат                      | Лейбл                         | Ссылка |
| ------ | ------------- | --------------------------- | ----------------------------- | ------ |
| США    | 9 января 2018 | Rhythmic contemporary radio | Top Dawg Aftermath Interscope | [ 60 ] |